# Pesos assiris de lleons
Els pesos assiris de lleons són un grup d'estàtues de bronze de figures lleonines descobertes en excavacions arqueològiques de l'antiga Assíria o als seus voltants. Són un grup de setze pesos de bronze mesopotàmics trobats a Nimrud a la fi de la dècada dels 1840 i que ara encara es troben al Museu Britànic. S'assumeix que daten del segle viii abans de la nostra era, i contenen inscripcions bilingües en caràcters cuneïformes i fenicis; aquestes darreres inscripcions es coneixen com a CIS II 1-14.

## Pesos de Nimrud
Els pesos de Nimrud daten del segle viii ae. Les inscripcions fenícies que contenen són epigràfiques del mateix període que l'Estela de Moab  i constitueixen un dels grups més importants d'objectes que evidencien la forma aramea de l'escriptura fenícia. En el moment del descobriment, eren les inscripcions d'estil fenici més antigues que s'havien descobert.
Els pesos, els va descobrir Austen Henry Layard en les seues primeres excavacions a Nimrud (1845-1851). Hi trobà una parella de lamassus en una porta, una de les quals havia caigut contra l'altra i s'havia trencat a trossos. Després d'alçar l'estàtua, l'equip de Layard en descobrí a sota setze pesos de lleons. Els artefactes, els va desxifrar per primera vegada Edwin Norris, que confirmà la seua utilització original com a pesos.
El conjunt forma una sèrie regular que disminueix de 30 cm a 2 cm de longitud. Els pesos més grans tenen anses foses al cos, i els més menuts tenen anells units a ells. El grup de pesos incloïa pesos de pedra amb forma d'ànec. Els pesos representen el primer exemple conegut del sistema numèric arameu. Vuit dels lleons estan representats amb les úniques inscripcions conegudes del curt regnat de Salmanassar V. Altres pesos de bronze amb forma de lleó semblants aparegueren a Abidos de Mísia, a l'oest de Turquia (encara ara al Museu Britànic) i al jaciment iranià de Susa els va descobrir l'arqueòleg francès Jacques de Morgan (ara encara al Louvre de París).
Es coneixen dos sistemes de pesos i mesures de l'antic Orient Mitjà. Un se'n basava en un pes anomenat mina, que es podia dividir en seixanta pesos més menuts anomenats sicles. Aquests pesos de lleons, però, provenen d'un sistema diferent que es basava en la mina pesada, que pesava si fa no fa un quilogram. Aquest sistema es continuà usant en el període persa i es creu que es feia servir per a pesar metalls.

Els pesos de lleons, els van catalogar com a CIS II 1-14, i això els converteix en la primera inscripció aramea del monumental Corpus Inscriptionum Semiticarum.

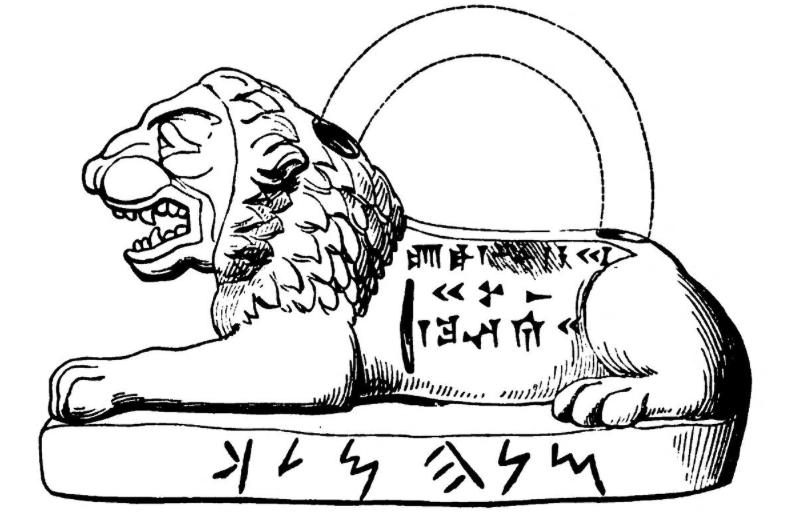
Esbós d'un pes de lleó (1864)
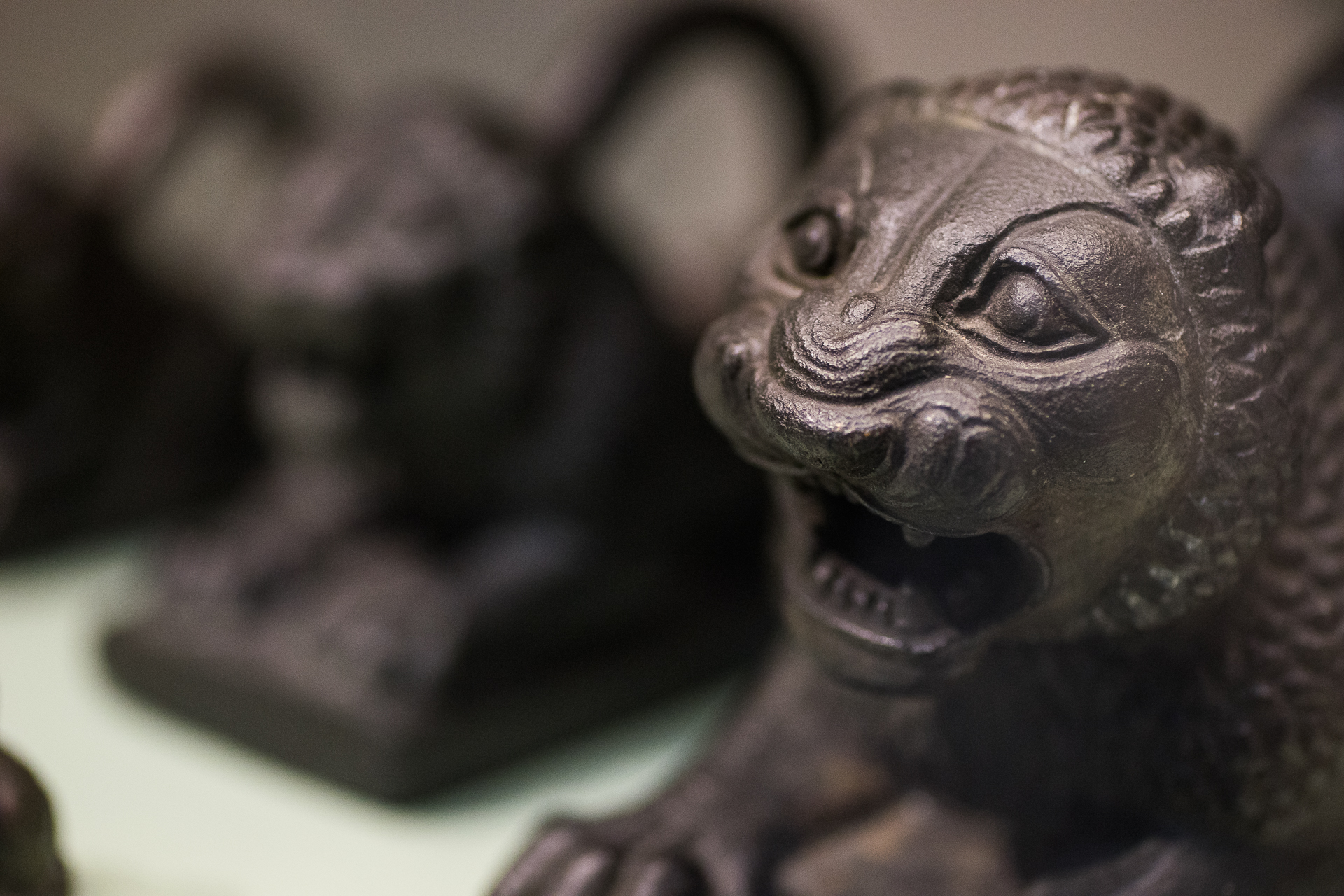
Primer pla
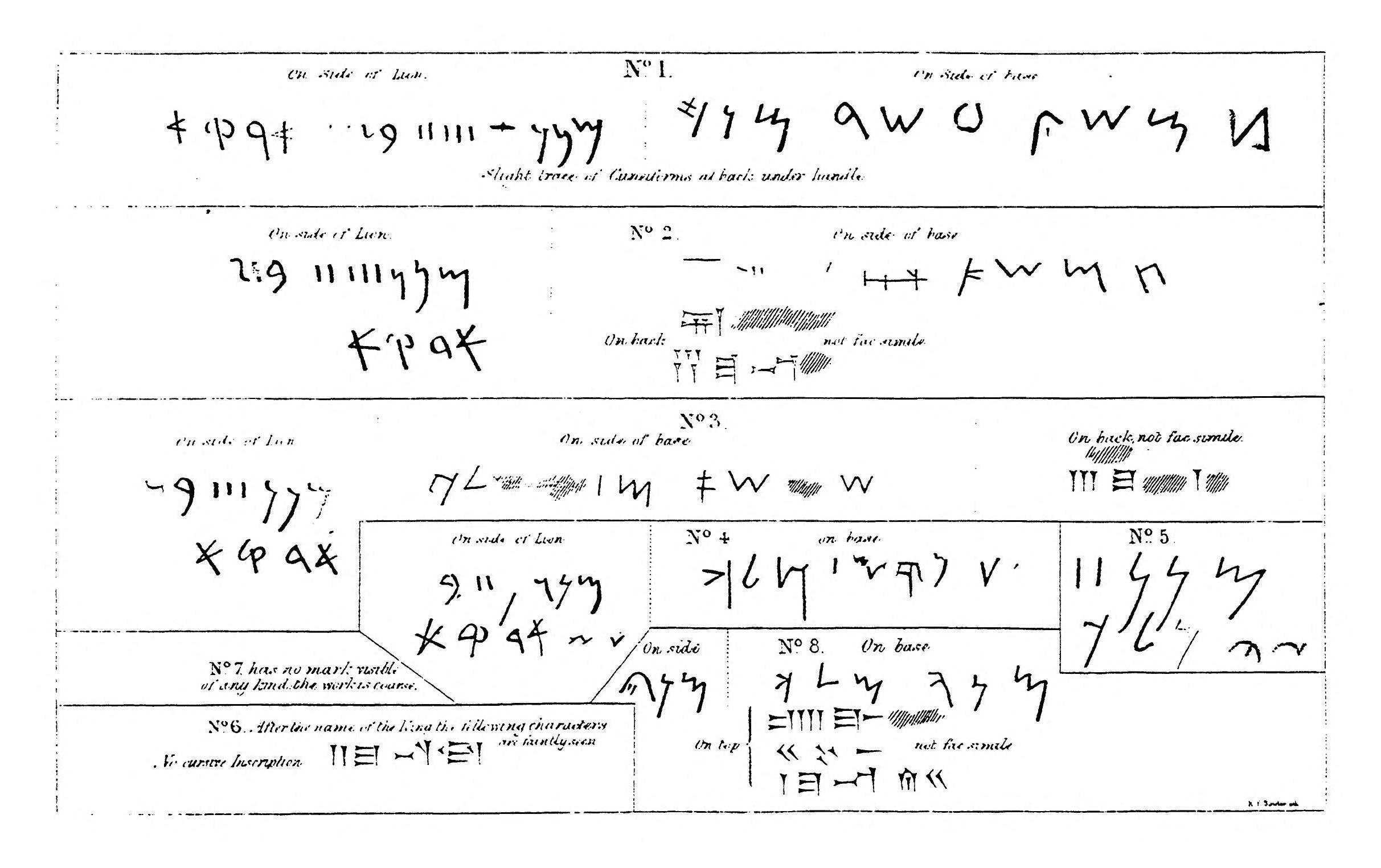
Esbós del 1856 de les inscripcions dels lleons 1-8
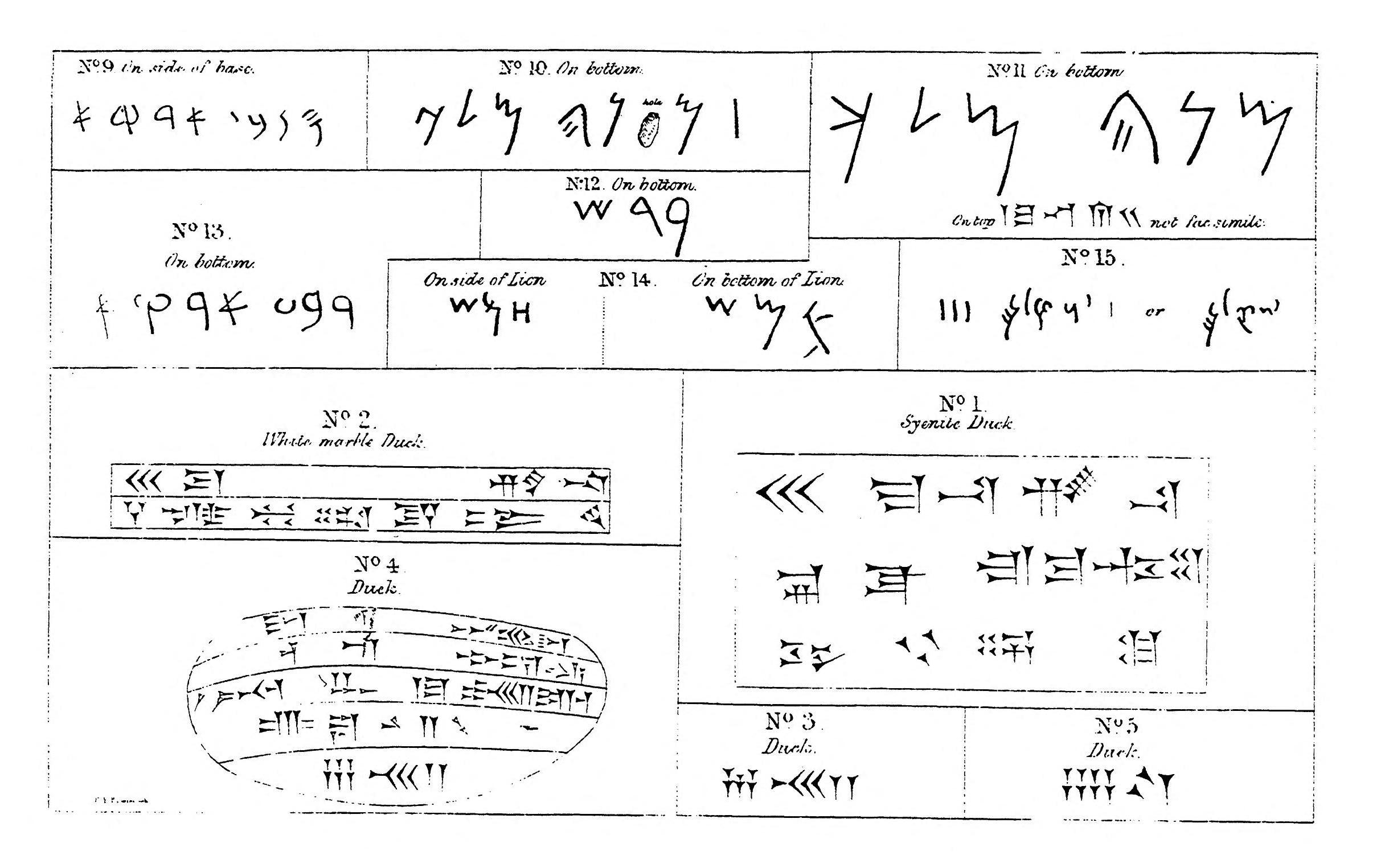
Esbós del 1856 de les inscripcions dels lleons 9-15 i dels ànecs 1-5
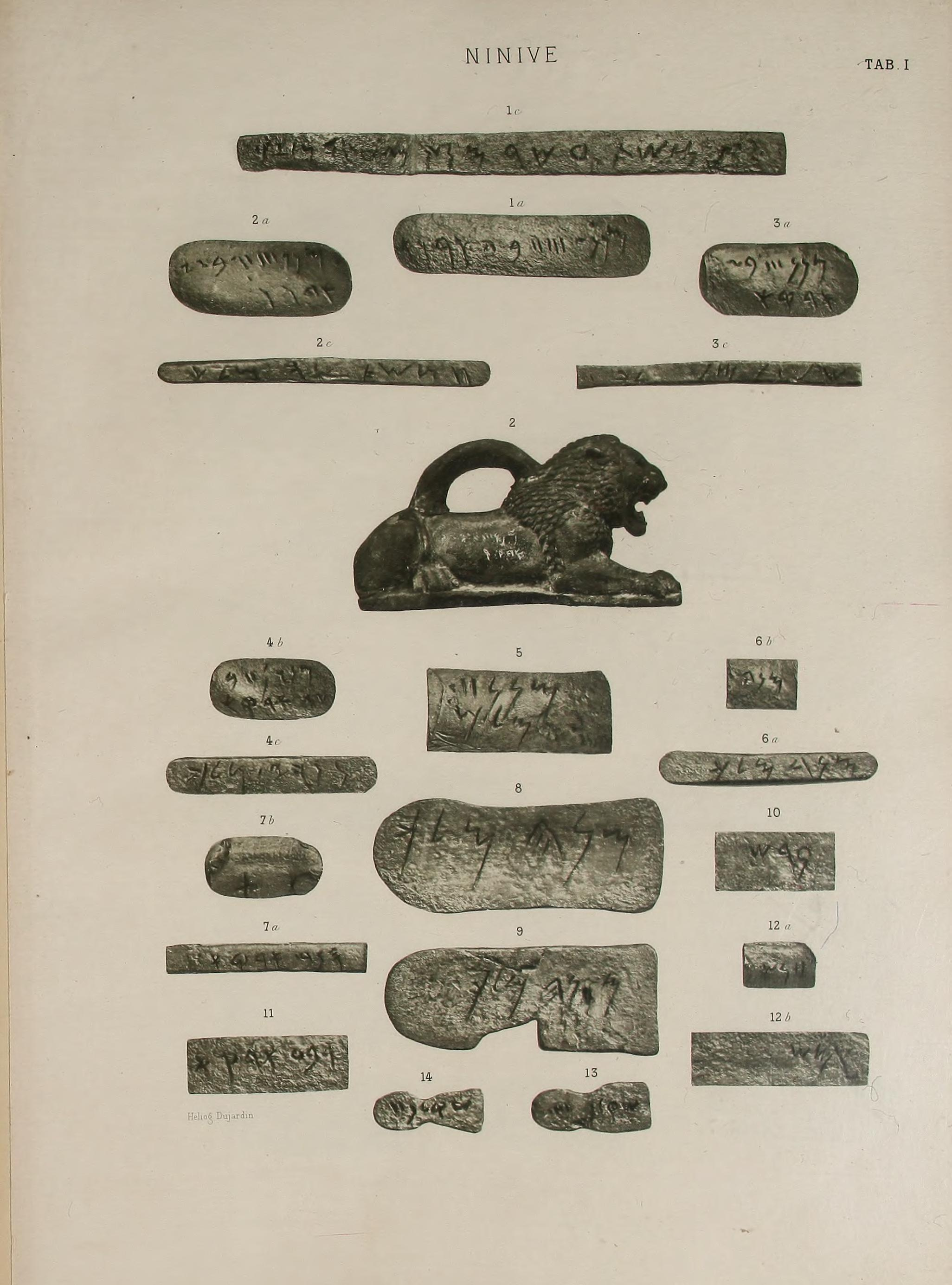
Els pesos de lleons en el CIS

## Pes d'Abidos
El segon descobriment d'un pes de lleó fou a Abidos (actual Turquia), datat del segle v abans de la nostra era. Es troba encara al Museu Britànic (núm. E32625). Conté una inscripció aramea coneguda com KAI 263 o CIS II 108.

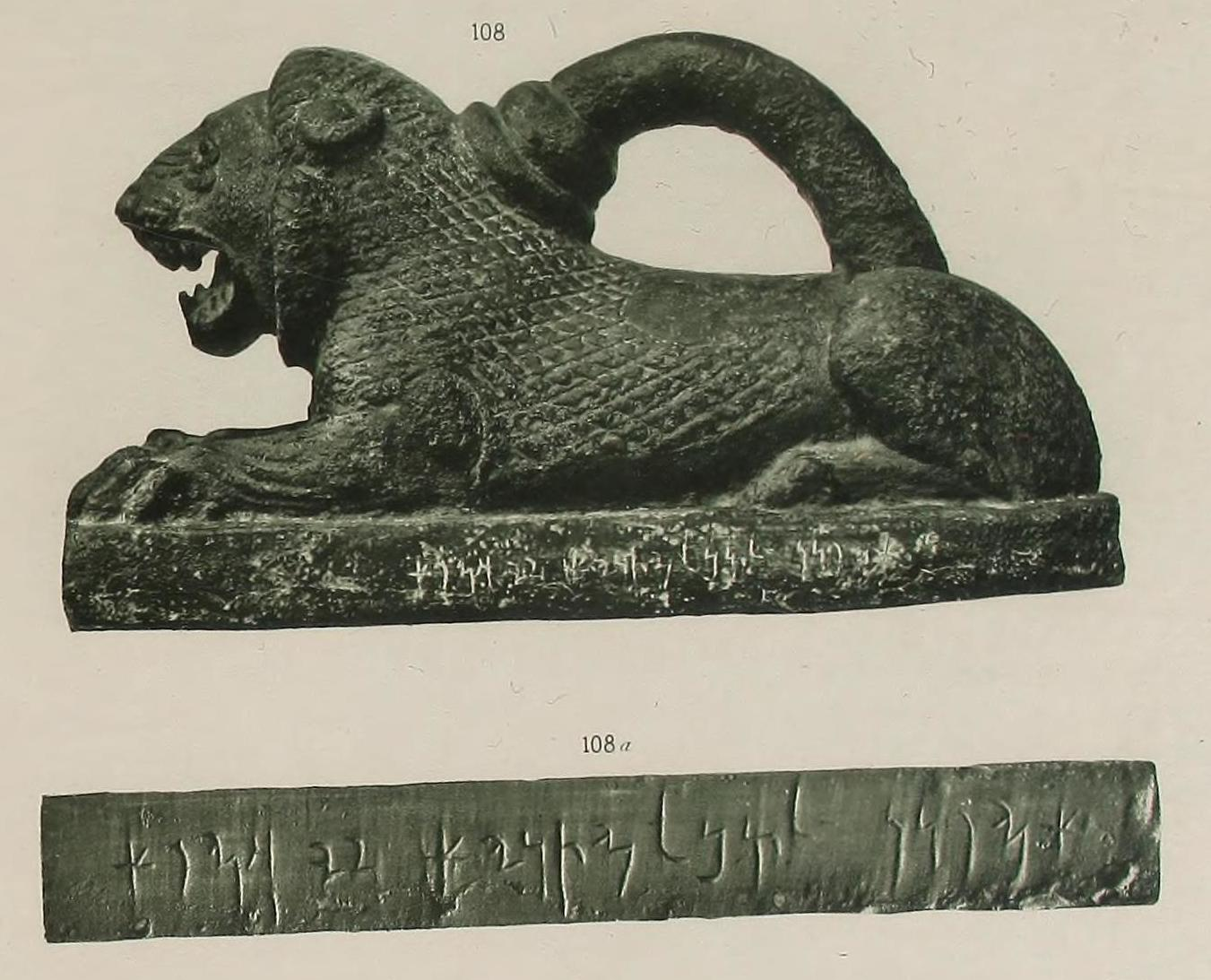
Un altre gran pes de lleó assiri amb inscripció en arameu en la col·lecció del Museu Britànic, procedent d'Abidos, Turquia, segle v aC
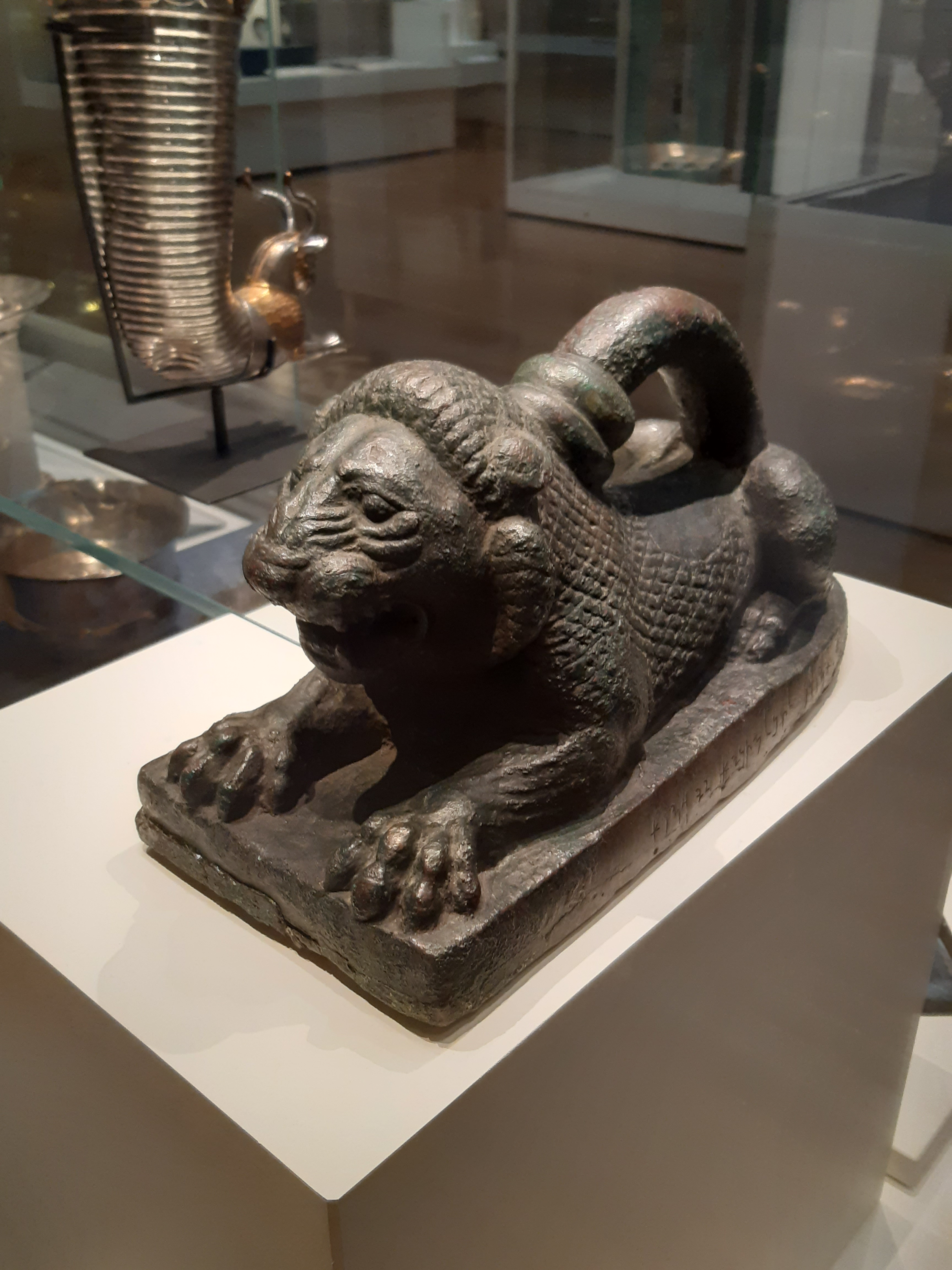
Imatge del pes de lleó BM d'Abidos
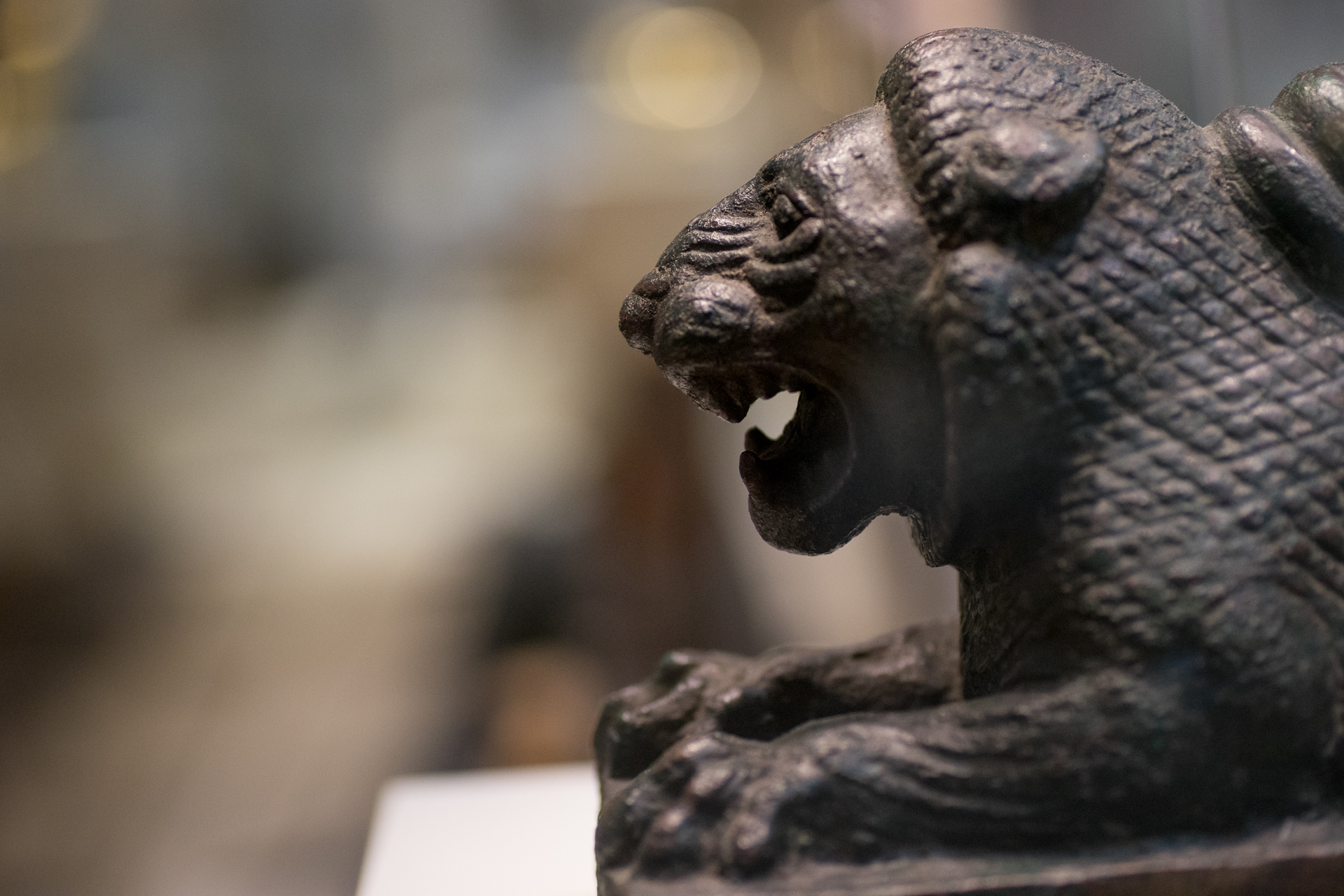
Primer pla
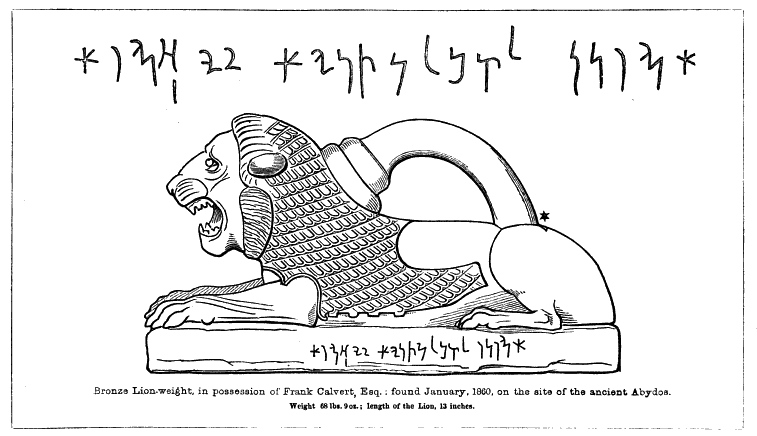
Esbós de Calvert del 1860

## Pes de Susa
Un pes de bronze amb forma de lleó descobert al 1901 al Palau de Darios de Susa, datat del segle v ae, és encara al Museu del Louvre (núm. Sb 2718). No té pas inscripcions.

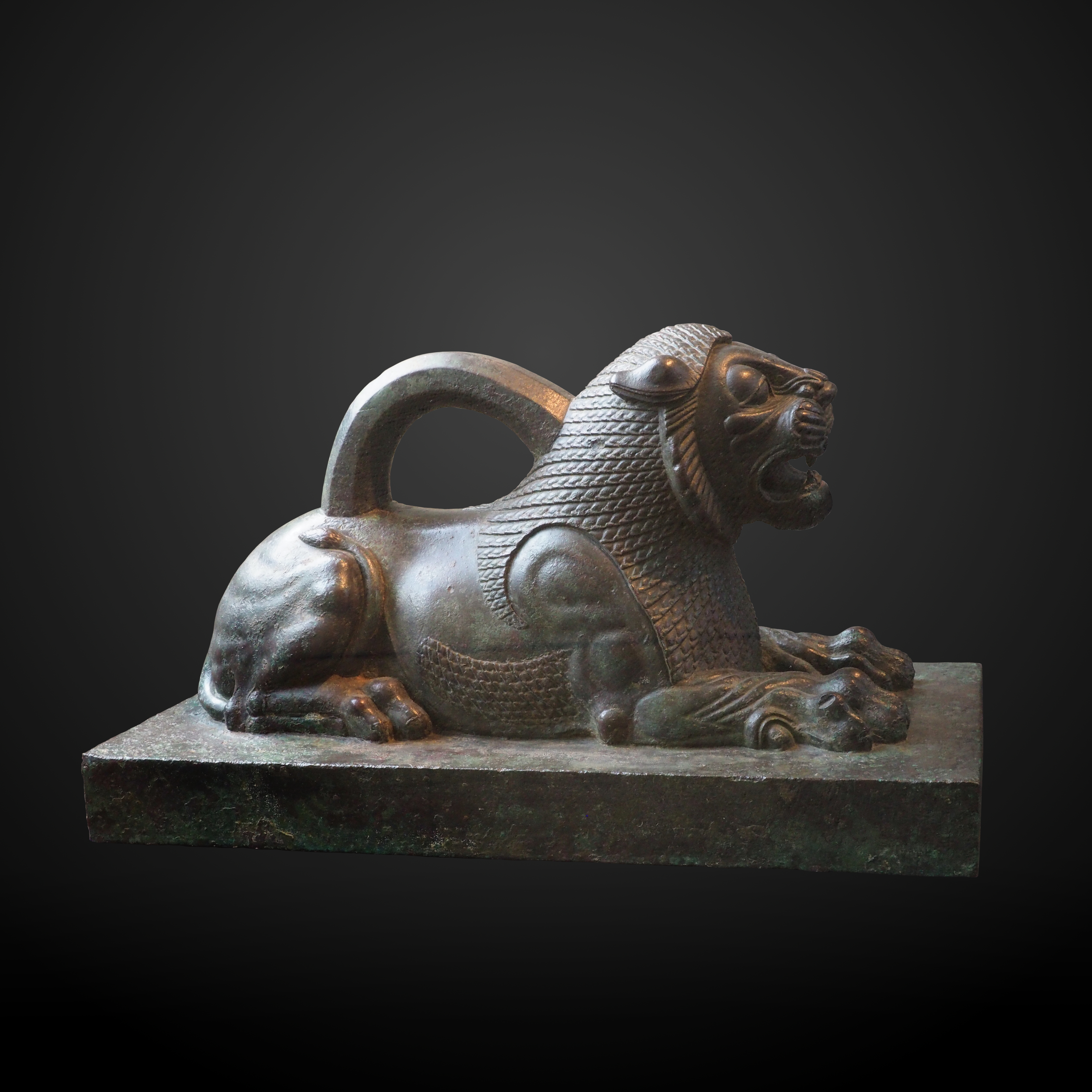
Pesa de bronze de lleó del Palau de Susa, Louvre, segle V a. C.
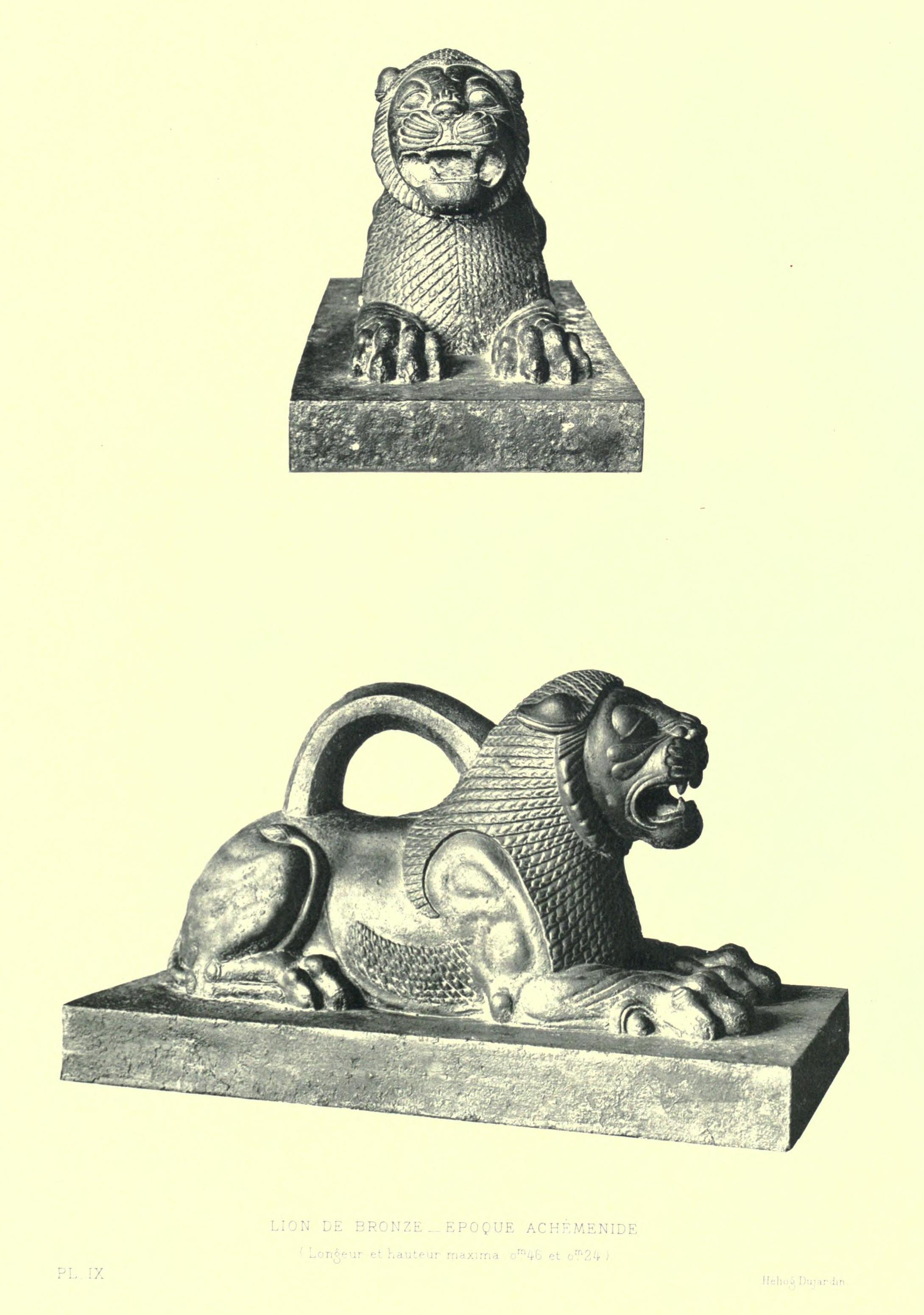
Fotografies del 1905

## Pes de Dur Sharrukin
Paul-Émile Botta feu un descobriment semblant en la dècada dels 1840 a Dur Sharrukin. Encara és al Louvre (núm. AO 20116). Fa 29 cm d'alt per 41 cm de llarg i no té pas inscripció.

Malgrat les significatives semblances amb els altres lleons, Botta considerà que formava part d'un sistema de portes, no pas d'un pes.

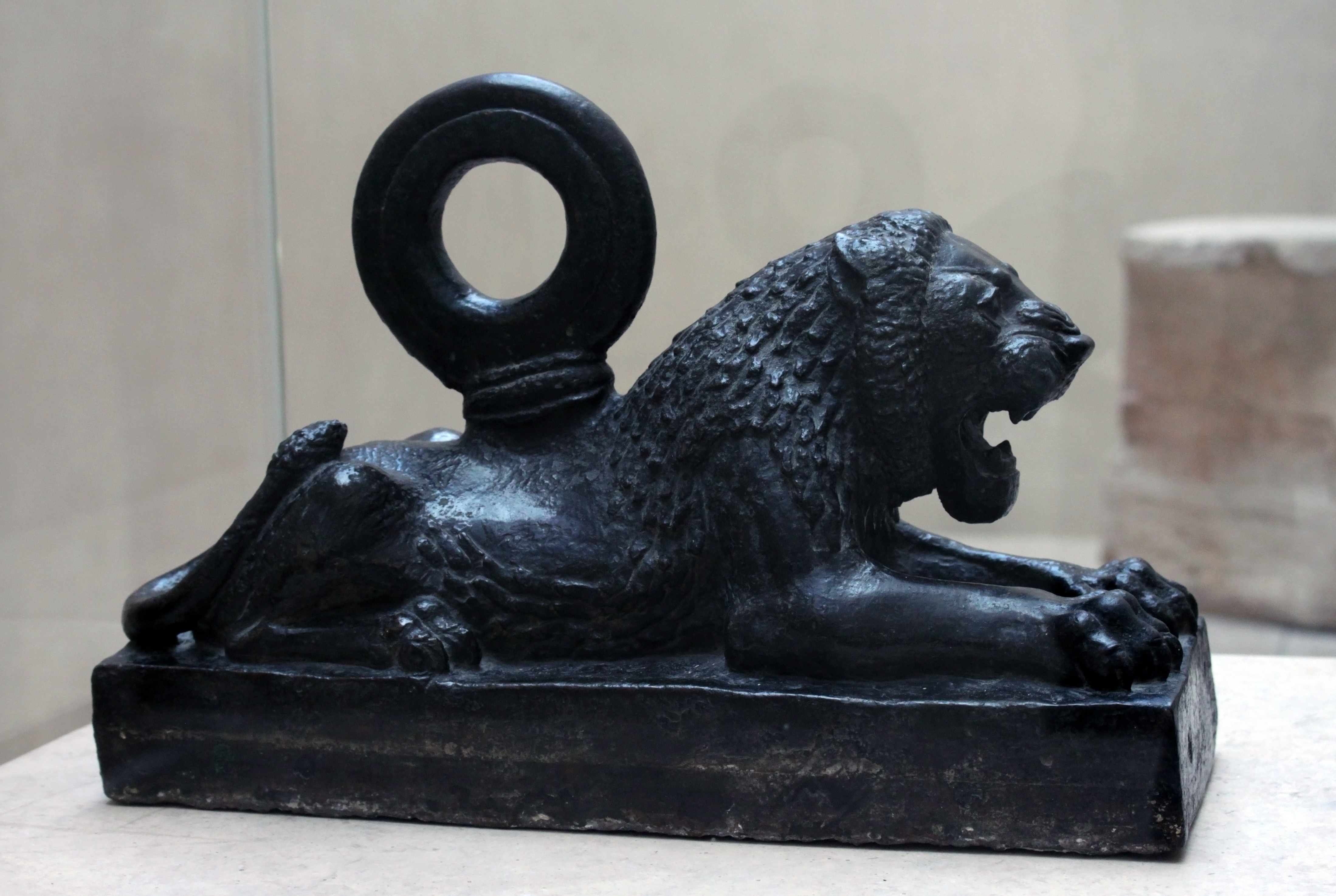
Al Louvre
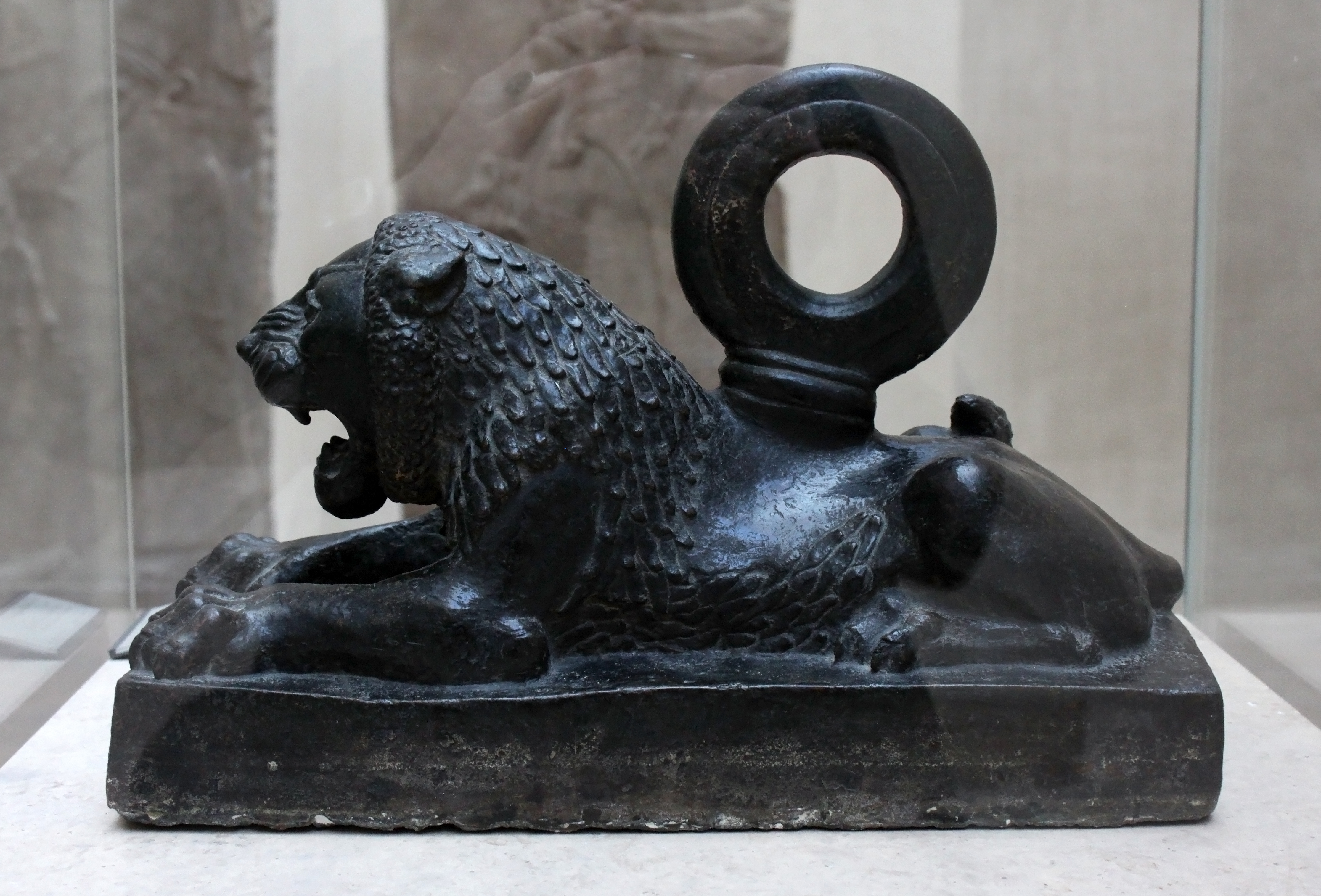
Al Louvre
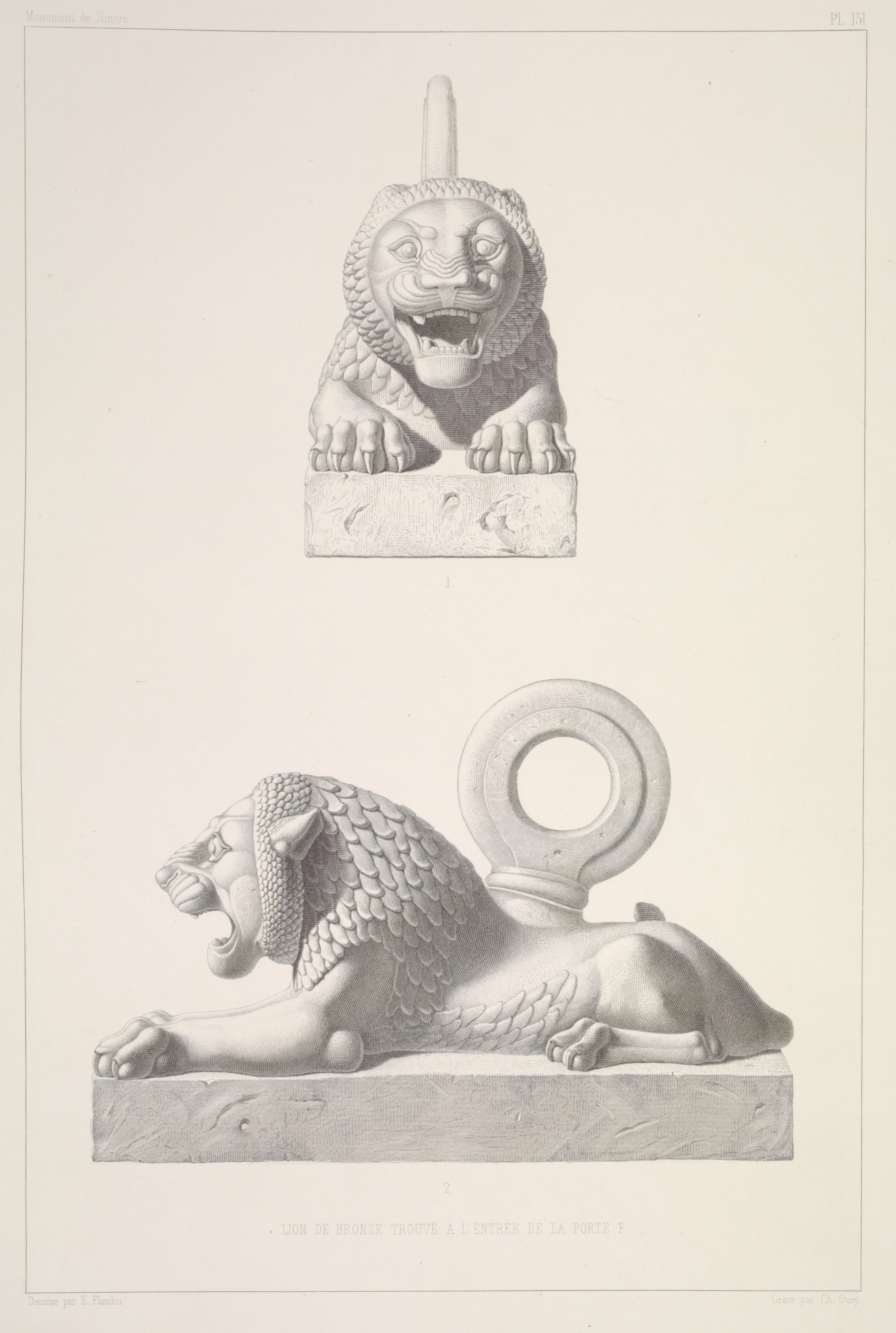
Esbós de Botta del 1850